# Principio de Bateman
El principio de Bateman es una hipótesis propuesta en el marco de la biología evolutiva que trata de explicar la diferente variabilidad en el éxito reproductivo —varianza reproductiva— entre los sexos, mayor, en la mayoría de los animales, entre los machos que entre las hembras. Fue propuesto por primera vez por Angus John Bateman (1919-1996), un genetista inglés. Según este principio, las hembras, más selectivas que los machos en función de la mayor inversión que realizan en la producción de los gametos, en el desarrollo y cuidados de los descendientes, eligen a los machos con los que copulan, a diferencia de estos últimos, que solo atenderían a copular con el mayor número de hembras. El resultado sería que una proporción mayor de machos que de hembras quedará siempre en los extremos de la dispersión estadística.   

## Descripción
Tanto Charles Darwin como otros biólogos evolutivos observaron que durante el cortejo sexual, las hembras son, generalmente, menos activas que los machos, requieren que se las solicite y se comportan frecuentemente de forma evasiva, huyendo. Bateman lo atribuyó a la inversión desigual en la producción de gametos: los espermatozoides son más baratos que los óvulos en términos de recursos, y un macho puede fecundar sin mucho gasto los óvulos de varias hembras, por lo que el éxito reproductivo de un solo macho aumentará con cuantas más hembras consiga aparearse, y, por tanto, más óvulos logre fecundar. Frente a esto, el éxito reproductivo de una hembra está limitado por los óvulos que puede producir, y en la mayoría de animales suelen ser muchos menos que los espermatozoides, por lo que no obtiene ventaja por copular con muchos machos. Esta selección sexual es un factor limitante que empuja a los machos a competir, y que influye en la selección natural. Los machos, según esta hipótesis, serían generalmente promiscuos, y las hembras generalmente selectivas.

## El estudio de Bateman
Bateman utilizó para su investigación la mosca del vinagre Drosophila melanogaster. Con el fin de poder identificar a los progenitores gracias a las huellas genéticas transferidas a la descendencia, utilizó moscas de distintas líneas genéticas endogámicas.  Realizó un total de seis series de experimentos con la mosca Drosophila melanogaster, usando de tres a cinco individuos de cada sexo. 
El análisis de la primera serie de datos recogidos mostró que el éxito reproductivo de los machos, estimado como la proporción de descendientes, aumentó a un ritmo constante hasta alcanzar las tres parejas. Pero después de superar los tres compañeros, el éxito reproductivo masculino comenzó a caer. El éxito reproductivo femenino también aumentó con el número de compañeros, pero mucho más gradualmente que el de los machos. La segunda serie de datos mostró un resultado dramáticamente diferente. El éxito reproductivo masculino aumentó a una velocidad constante, sin caer. El éxito reproductivo femenino, por otra parte, se estabilizó después de un solo compañero. Bateman se centró principalmente en la segunda serie de datos al discutir sus resultados. Su principal conclusión fue que el éxito reproductivo de las hembras no aumenta con una afluencia de compañeros, ya que un compañero adecuado era suficiente para completar la fertilización con éxito. Esto se refiere a menudo como la gradiente de Bateman.

## Replicación de los experimentos de Bateman
A lo largo de 2012 y 2013, Gowaty, Kim y Anderson se encargaron de repetir el experimento de Bateman en su totalidad. Al reproducir sus pruebas, se utilizaron las mismas cepas de mosca y mutaciones para mantener la misma metodología. Sin embargo, una de las 11 cepas que Bateman utilizó se había extinguido, y, por lo tanto, fue reemplazada (Tang-Martínez, 2010).